# Hypocoprus formicetorum
Hypocoprus formicetorum là một loài bọ cánh cứng trong họ Cryptophagidae. Loài này được Motschulsky miêu tả khoa học năm 1839.